# Hallie Morse Daggett

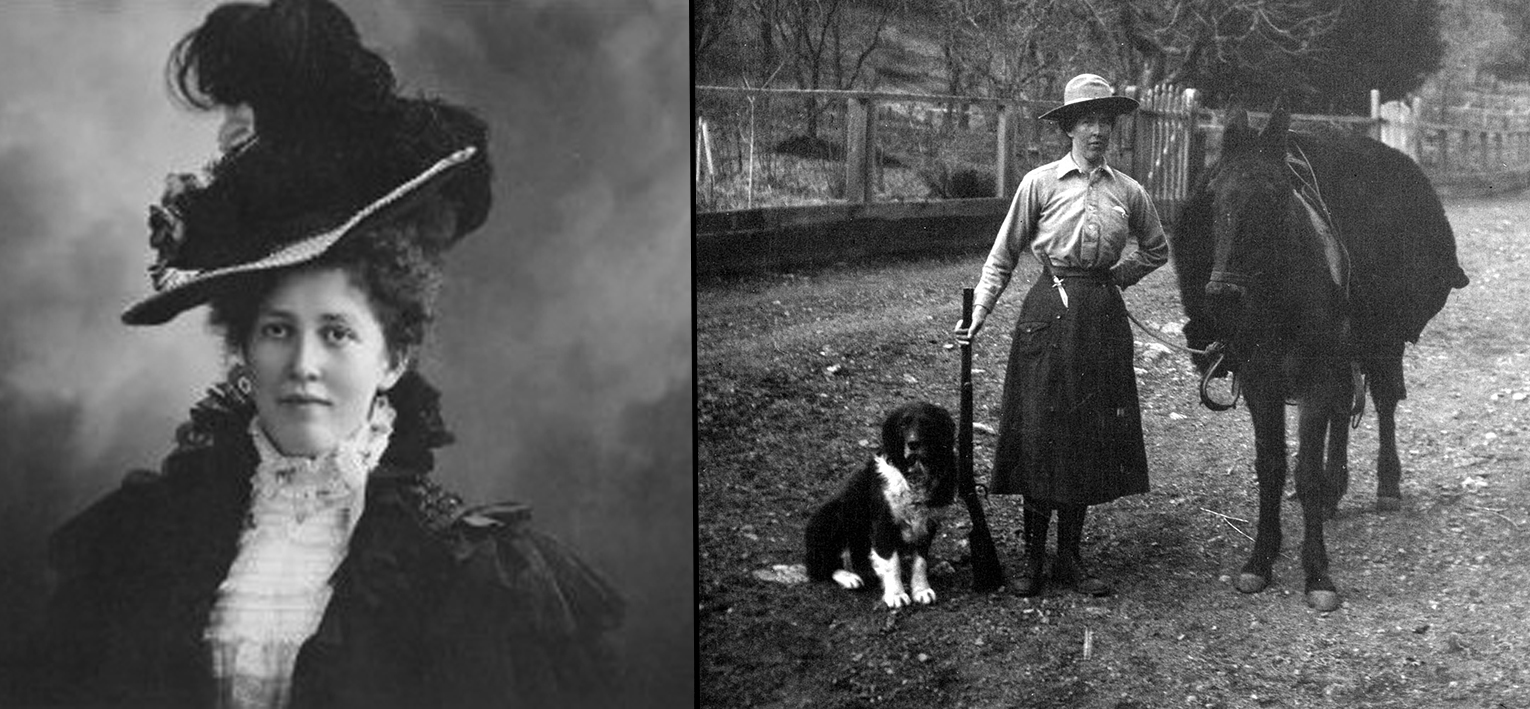
Hallie Morse Daggett

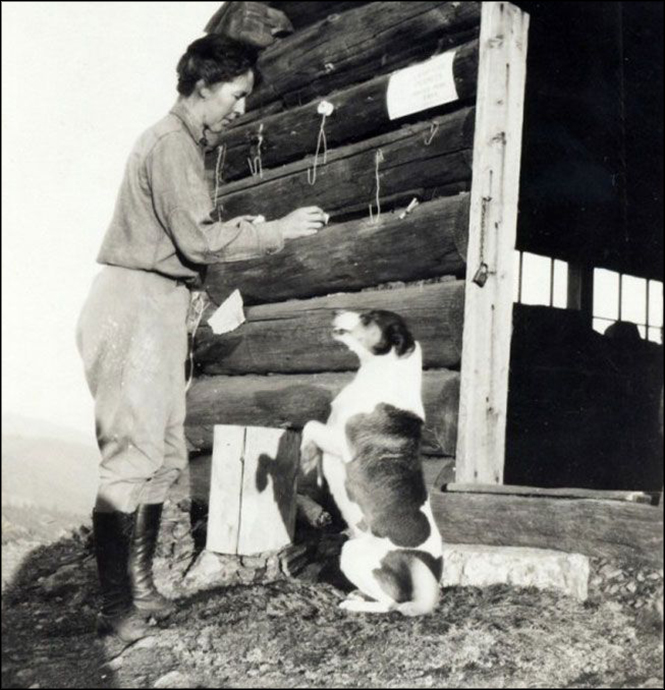
Hallie Daggett spielt mit ihrem Hund Eddy an der Feuerwache am Klamath Peak, 1913

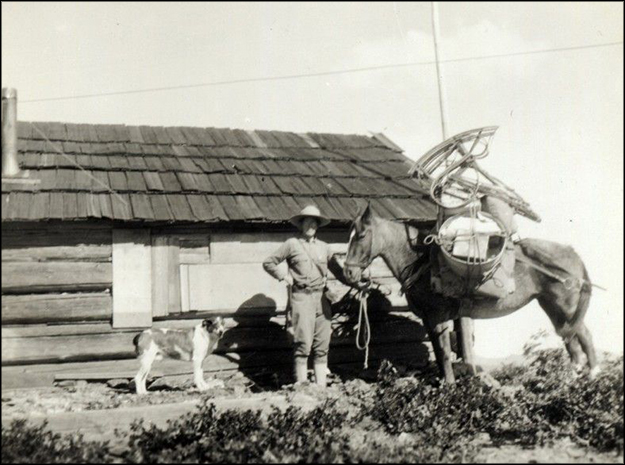
Hallie Daggett mit ihrem Pferd und Hund Eddy. 1913

 Hallie Morse Daggett (* 19. Dezember 1878 in Etna, Kalifornien, USA; † 19. Oktober 1964 ebenda) war eine US-amerikanische  Mitarbeiterin des United States Forest Service. Sie war die erste Frau, die als Feuerwache des United States Forest Service diente.

## Leben und Werk
Daggett war eine Tochter von drei Kindern von Alice Daggett und John Daggett, der mehrere große Goldminen besaß und von 1883 bis 1887 als Vizegouverneur von Kalifornien tätig war. Daggett und ihre Schwester absolvierten Kurse in Mädchenseminaren in Alameda und San Francisco. In ihrer Kindheit erkundeten sie zusammen mit ihrem Bruder die Siskiyou Mountains, einen Gebirgszug nördlich der Klamath Mountains.
Nach dem großen Brand von 1910, auch bekannt als Devil's Broom Fire, schuf der US Forest Service Stellen für Feuerwächter. Aussichtsstationen wurden im ganzen Land aufgestellt, komplett mit Hütten auf Sitzstangen mit 360-Grad-Aussicht, wo Ausgucker über das Land wachen konnten, um sicherzustellen, dass keine großen lästigen Brände mehr ausbrachen. Der Branderkennungsprozess wurde im Laufe der Jahre auch durch eine Erfindung unterstützt, die vom USFS-Förster William Bushnell Osborne, Jr. entwickelt wurde. Osborne erfand erstmals 1911 in Oregon einen „Feuerfinder“ unter Verwendung einer rotierenden Stahlscheibe mit angebrachten Visiermechanismen. Dieses Instrument ermöglichte es Beobachtern, den geografischen Standort von Waldbränden genau zu lokalisieren, indem sie entfernten Rauch durch das Gerät sichteten.
Der Forstdienst hatte seit 1905 Frauen nur für Büroarbeiten eingestellt. 1913 bewarb sich Daggett als Feuerwächter an der Eddy S. Gulch Forest Service Lookout, die auf dem Klamath Peak positioniert war. Aufgrund ihrer bekannten Outdoor-Fähigkeiten, ihres Wissens über den Wald und die Berge der Gegend wurde sie eingestellt und am 1. Juni 1913 zum Dienst in Eddy Gulch gemeldet.

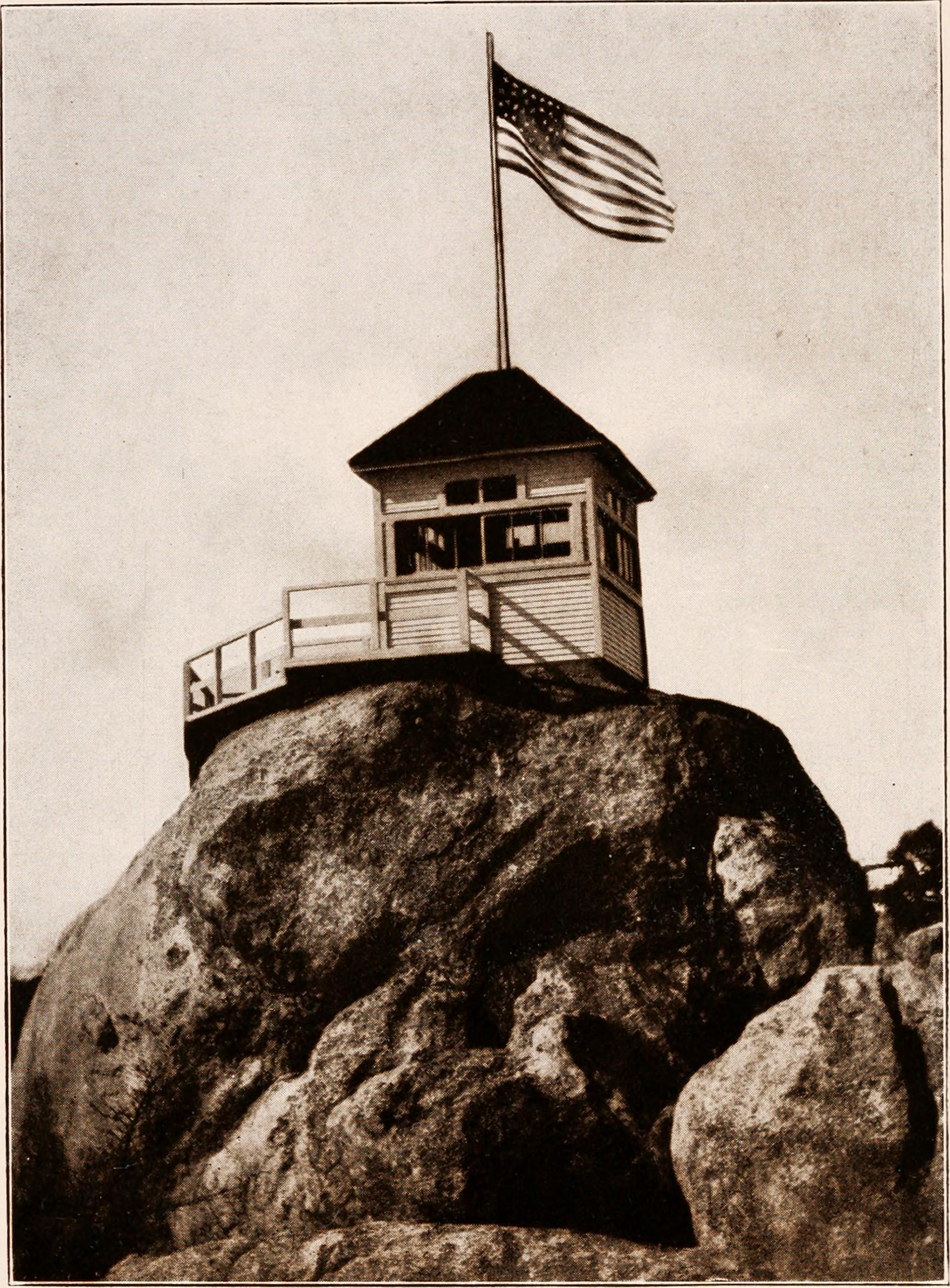
Bild einer Feuerwache, 1920

Sie wurde einer einfachen Hütte zugewiesen und arbeitete vierzehn Jahre lang vier bis sieben Monate im Jahr als Fire Lookout und  verdiente ein Jahresgehalt von 840 Dollar. 1916 wurde eine Telefonleitung vom Hauptquartier des Distrikt-Försters direkt zu ihrer Station gelegt. Die Eddy Gulch Station befand sich auf einer Höhe von 1900 m und war nach einem dreistündigen Aufstieg zu erreichen. Einmal in der Woche brachte ihre Schwester Leslie ihr Vorräte und Post.  Während ihrer ersten Saison entdeckte und meldete Daggett rund 40 Brände und durch  diese Brände wurden weniger als fünf Morgen niedergebrannt. 
Im April 1928 reichte sie ihren Rücktritt vom Forstdienst unter Angabe persönlicher Gründe ein, was ihr Vorgesetzter zuerst aufgrund ihrer außergewöhnlichen Arbeit ablehnte. Sie zog sich in ihr Haus auf der Blue Ridge Ranch zurück, wo sie weiterhin jeden Tag die amerikanische Flagge hisste, wie sie es in Eddy Gulch getan hatte. 1951 baute sie in ihrer Heimatstadt Etna eine Hütte neben ihrer Schwester und lebte in diesem Haus bis zu ihrem Tod am 19. Oktober 1964. Ihre Hütte wurde restauriert und 1996 in den Stadtpark von Etna verlegt.
1988 errichteten die Native Daughters of the Golden West den Hallie Morse-Daggett-Marker auf dem Etna-Friedhof.